# Lachenalia splendida
Lachenalia splendida är en sparrisväxtart som beskrevs av Friedrich Ludwig Diels. Lachenalia splendida ingår i släktet Lachenalia och familjen sparrisväxter. Inga underarter finns listade i Catalogue of Life.